# Torotor
A/S Torotor var en fabrik i Ordrup, der producerede komponenter til radioer.
Fabrikken blev stiftet 1940 af ingeniør Niels Hansen i Sankt Andreas' Kollegiets tidligere bygninger i Ordrup. På grund af besættelsen fik fabrikken hurtigt en udsat position, idet den fremstillede dele til radioer og var underleverandør til tyske radiofabrikker. Efterretningstjenesten SOE fik i krigens sidste år oplyst, at den også fremstillede dele til Tysklands frygtede V-våben. Følgelig fik sabotagegruppen BOPA i sommeren 1944 ordre til at lægge fabrikken øde.
Torotor-fabrikken var omgivet af pigtråd og strømførende hegn og bevogtet af 10-15 tyske politisoldater. Efter flere mislykkede operationer lykkedes det 2. januar 1945 at få anbragt en sprængladning på 350-400 kilo i fabrikken. BOPA-folkene fik fabrikken tømt for medarbejdere, inden bomben sprang, men ved et uheld blev en brandmand skudt, da modstandsfolkene ikke kunne se hans bil tydeligt i mørket. Torotor blev genopbygget i 1949 og indstillede først sin virksomhed i sin tidligere form 1964. Efter 1964 købte 4 tidligere medarbejdere produktionen af radio og tv komponenter. De videreførte en stor del af produktionen som med tiden blev på en persons ejerskab Civilingeniør Charles Juul Jacobsen. Bl.a. de tidligere anerkendte tunere blev skrinlagt til fordel for vippeafbrydere, switch, pengeseddel tællere til Nationalbanken  mv. En af deres stærkstrøms omskiftere hed V12 (med 12 stillinger) som senere bl.a. blev brugt i Wittenborgs drikkeautomater på S stationer m.v. Netop navnet V12 indikerede at de kunne være brugt til V2 bomber  under Londons bombardement. Det er dog ikke dokumenteret.   Arkitekt for bygningerne på Kollegievej 6 var Einar Rosenstand. 